# Xã Gravel Hill, Quận White, Arkansas
Xã Gravel Hill (tiếng Anh: Gravel Hill Township) là một xã thuộc quận White, tiểu bang Arkansas, Hoa Kỳ. Năm 2010, dân số của xã này là 389 người.